# 키즈키 나오
키즈키 나오(城月菜央), 2003년 12월 25일~)는 일본의 걸 그룹 타카네노 나데시코의 멤버이다. 그룹 내 담당 색상은 노랑이다.

## 개요
소속사는 TWIN PLANET이며, ‘#PEXACOA(펙사코아)’ 및 그 전신인 ‘히로인과 로맨스의 뜻대로‘(ヒロインとロマンスのまにまに)(두 그룹 모두 2021년)의 멤버로 활동했었다.
2020년에 개최된 신규 아이돌 오디션 ‘project REALIZE’에 합격했으며, 2021년 2월 23일에 ‘히로인과 로맨스의 뜻대로’의 멤버로 데뷔한다.
두 걸 그룹(‘히로인과 로맨스의 뜻대로’ 및 ‘바삭바삭 JUMBLE’(サクサクJUMBLE)가 합쳐지고, 새로운 멤버가 더해져서 탄생한 ‘#PEXACOA(펙사코아)’의 멤버로 2021년 5월 30일부터 활동했다. 담당 색상은 은색이다.
2021년 9월 말에 라이버 소속사 Nuts and Chip와의 스트리밍 매니지먼트 계약을 종료한다. 해당 소속사 퇴소를 이유로, 2021년 11월 30일에 #PEXACOA의 활동을 종료.
2022년 5월 2일부터 개최된, Idol의 테두리를 넘은 아티스트를 발굴하는 오디션 ‘JDOL AUDITION supported by TIF’에 합격했으며 ‘타카네노 나데시코‘의 멤버로 8월 7일 ‘TOKYO IDOL FESTIVAL2022 supported by 니시탄 클리닉 (TIF)’ SMILE GARDEN 스테이지(16:00~16:15)에서 처음으로 선보였다.